# Corso Vittorio Emanuele (Nápoles)

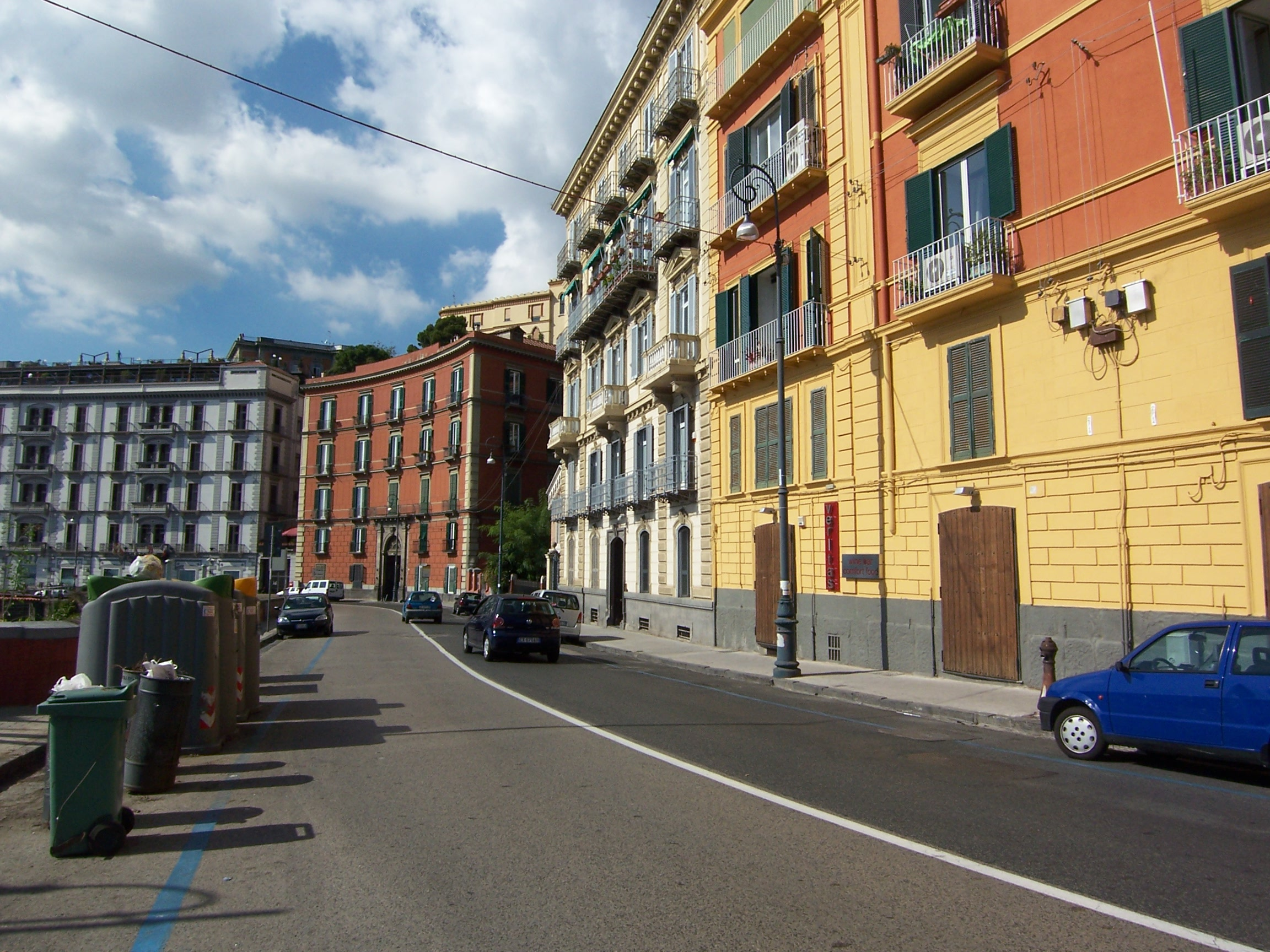
Imagen de la calle cerca de la iglesia dedicada al Santísimo Redentor.

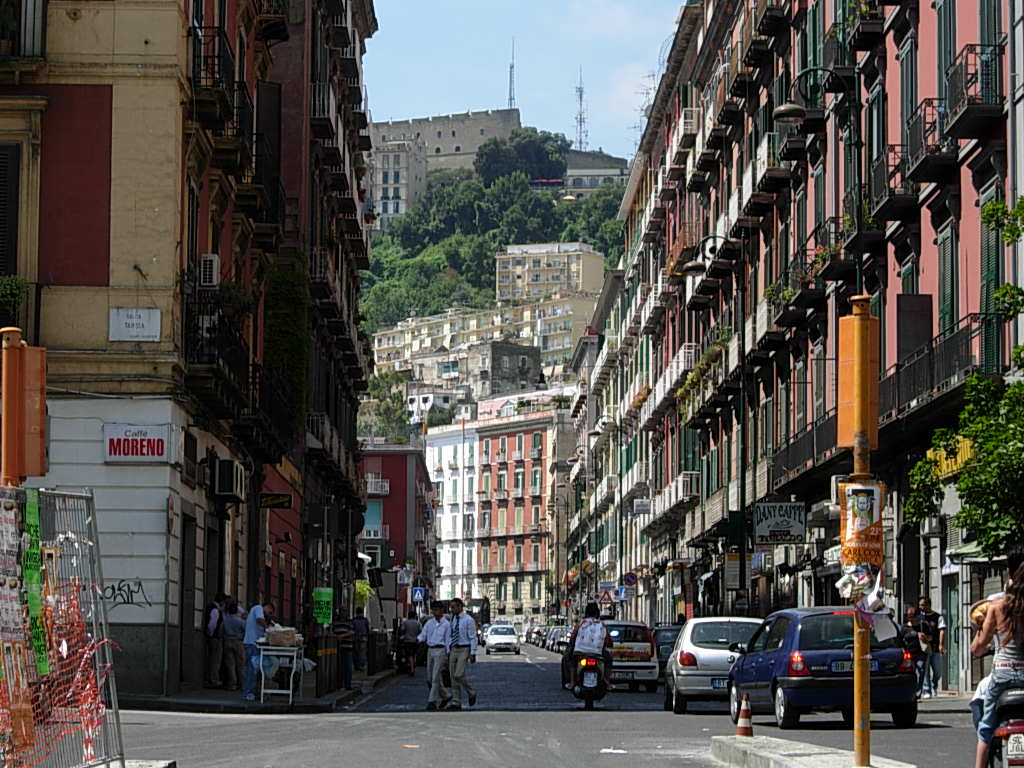
La calle desde la Piazza Mazzini; en lo alto, al fondo, se puede ver el Castel Sant'Elmo.

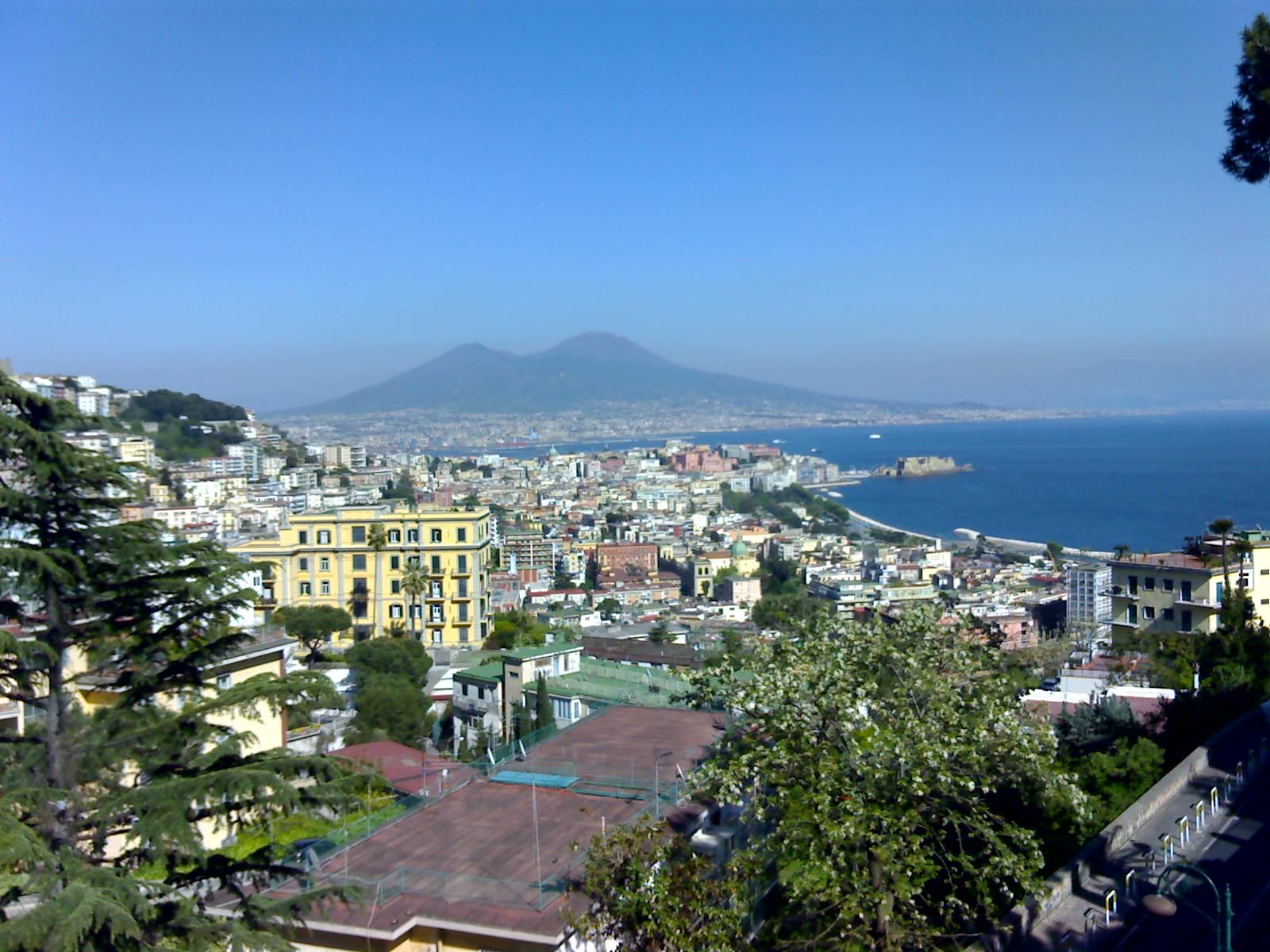
Nápoles desde el Corso Vittorio Emanuele.

El Corso Vittorio Emanuele (anteriormente Corso Maria Teresa) es una de las calles más importantes de la ciudad de Nápoles, Italia, de la que se puede considerar la primera "circunvalación".

## Historia
Su construcción, hacia mitad del siglo XIX, se debe a Fernando II, quien a finales de 1852 encargó el proyecto a un grupo de cinco arquitectos y urbanistas: Errico Alvino, Francesco Saponieri, Luigi Cangiano, Antonio Francesconi y Francesco Gavaudan, con el objetivo de unir directamente dos partes opuestas de la ciudad, y, sobre todo, la ciudad baja con el barrio de Vomero.
Los proyectos dividieron la calle en tres tramos: el primero iba de Piedigrotta al convento de Suor Orsola Benincasa, el segundo desde aquí hasta la Infrascata (desde 1869 Via Salvator Rosa) y finalmente el tercero, no construido, se prolongaría hacia Capodimonte para terminar en la Piazza Ottocalli.
La nueva calle, que se llamó Corso Maria Teresa en honor a la reina, se trazó el 6 de abril de 1853 y fue inaugurada por la Familia Real, muchos ministros y los propios arquitectos el 28 de mayo del mismo año. Sin embargo, las obras se realizaron precipitadamente: los seis puentes que superaban los desniveles, por ejemplo, se hicieron de madera. En 1860 se completó el primer tramo.
También en 1860, tras la conquista de Garibaldi, la calle se dedicó al primer rey de Italia. Sin embargo, las obras para la construcción del segundo tramo de la calle comenzaron después de 1873, fecha del nuevo proyecto de este tramo elaborado por cuatro de los cinco arquitectos originales (en lugar de Saponieri, que mientras tanto había muerto, tomó el relevo Pasquale Francesconi, hermano de Antonio).
Al final de la calle se abrió una plaza, inicialmente dedicada también a Salvator Rosa, en cuyo centro se inauguró el 24 de noviembre de 1910 (cincuenta aniversario del plebiscito de anexión a Italia) la estatua de Paolo Emilio Imbriani, esculpida por Tito Angelini en 1877. Posteriormente la plaza se dedicó a Giuseppe Mazzini, lo que ha hecho pensar erróneamente a muchos napolitanos que la estatua de Imbriani representa a Mazzini.

## Descripción
La calle tiene 4,5 kilómetros de longitud, desde la actual Piazza Mazzini hasta la Via Piedigrotta, tocando la colina de Vomero con un recorrido sinuoso y durante muchos tramos con magníficas vistas de la ciudad y el Golfo.
Excepto algunos pequeños tramos, aparte del último (tras la estación de la Cumana), no se encuentran edificios construidos en el lado del mar, solo en el lado del monte. Esto se debe a que se quisieron preservar las vistas panorámicas que ofrecía la nueva calle, empezando por quien promovió su apertura, Fernando II, quien publicó un edicto para proteger el paisaje de la calle el 31 de mayo de 1853.
La única línea del ANM que la recorre enteramente es la C16 (Mergellina - Piazza Canneto). En la calle hay paradas de los tres funiculares que llevan a Vomero.

## Recorrido
| CORSO VITTORIO EMANUELE |                                                                 |      |      |               |
| Tipología               | Nombre                                                          | ↓km↓ | ↑km↑ | Barrio        |
|                         | Piazza Mazzini                                                  | 0    | -    | Avvocata      |
|                         | IPSSCT Vittorio Veneto Scuola Media Statale Michelangelo Schipa | 0.1  | -    | Avvocata      |
|                         | Funicular de Montesanto                                         | 0.6  | -    | Montecalvario |
|                         | ISIS Antonio Serra                                              | 0.8  | -    | Montecalvario |
|                         | Complesso di Santa Lucia Vergine al Monte                       | 1.1  | -    | Montecalvario |
|                         | Universidad de Nápoles Suor Orsola Benincasa                    | 1.3  | -    | Montecalvario |
|                         | Istituto Paritario Pontano                                      | 1.5  | -    | Montecalvario |
|                         | Funicolare Centrale                                             | 1.5  | -    | Montecalvario |
|                         | Chiesa di San Nicola da Tolentino                               | 1.6  | -    | Montecalvario |
|                         | Chiesa di Santa Caterina da Siena                               | 1.6  | -    | Chiaia        |
|                         | Chiesa di Santa Maria Apparente                                 | 1.8  | -    | Chiaia        |
|                         | Funicular de Chiaia                                             | 2.3  | -    | Chiaia        |
|                         | Castello Aselmeyer-Parco Grifeo                                 | 2.4  | -    | Chiaia        |
|                         | Britannique Hotel                                               | 2.8  | -    | Chiaia        |
|                         | Stazione di Corso Vittorio Emanuele                             | 3.6  | -    | Chiaia        |
|                         | Presidio Ospedaliero ASL Napoli 1                               | 4.0  | -    | Chiaia        |
|                         | Estación de Nápoles Mergellina                                  | 4.4  | -    | Chiaia        |
|                         | Piedigrotta                                                     | 4.5  | -    | Chiaia        |